# Тетрафторобериллаты
Тетрафторобериллаты ― соли, содержащие тетрафторобериллат-ион, имеющий химическую формулу {\displaystyle {\ce {BeF_4^{2-}}}}. Этот анион имеет тетраэдрическую форму, в которой четыре атома фтора окружают центральный атом бериллия. Благодаря сходству тетрафторобериллат-ионов по размеру, заряду и внешней электронной структуре с сульфат-ионами многие соли серной кислоты имеют ту же кристаллическую структуру, что и соответствующие тетрафторобериллаты.

## Характеристики
Длина связи Be-F составляет от 145 до 153 пикометров. Благодаря тому, что бериллий находится в состоянии sp 3 гибридизации, связь Be-F длиннее, чем в газообразном фториде бериллия, где бериллий находится в состоянии sp-гибридизации. В трифторбериллатах атомы бериллия связываются в комплексы {\displaystyle {\ce {[Be_3F_9]^{3-}}}}, в которых любые два атома бериллия связаны общим атомом фтора.
В тетрафторобериллатах тетраэдры {\displaystyle {\ce {BeF_4^{2-}}}} при комнатной температуре не могут вращаться. Но при повышении температуры они могут вращаться вокруг осей, проходящих через один атом фтора и атом бериллия, с потенциальным барьером 12,5 ккал/моль (52 кJ/моль). При более высоких температурах движение может стать изотропным с потенциальным барьером 14,5 ккал/моль (61 кJ/моль).
Магний и цинк тоже образуют комплексы с четырьмя фторид-ионами (тетрафтормагнезит калия {\displaystyle {\ce {K_2 MgF_4}}}) или (тетрафтороцинкат аммония {\displaystyle {\ce {(NH_4)_2 ZnF_4}}}), но эти комплексы отличаются меньшей стабильностью.
Тетрафторобериллаты ингибируют F-АТФазу, производящую АТФ в митохондриях и бактериях . Механизм ингибирования основан на схожести тетрафторбериллат-иона с фосфат-ионом. Однако тетрафторбериллат-ион с трудом отделяется от части F1 фермента и блокирует его дальнейшую функцию.